# Бартол I Франкопан
Бартол I Франкопан (умро пре 5. маја 1198) је био хрватски кнез из породице Франкопана.

## Биографија
Бартол је био син Дујма I, родоначелника Франкопана. Владао је, након очеве смрти, заједно са братом Видом I острвом Крк. Власт су браћа примила 23. августа 1163. године уз обавезу плаћања годишњег трибута Млетачкој републици. Трибут је износио 350 византијских златника. Године 1181. Бартол помаже Млечанима да одрже своје поседе у Далмацији које напада угарски краљ Бела III. Браћа утврђују Крк у коме 1191. године изграђују замак са судницом и тамницом. Након Видове смрти, Бартол наставља сам владати Крком као млетачки поданик. Он је 1197. године у спору са житељима Крка због неплаћања дажбина које су му давали заповедници млетачке војске. Изасланик дужда Енрика Дандола пресудио је у корист Бартола осудивши око 300 Крчана да надокнаде дажбине. Бартол је убрзо умро. Не зна се тачан датум његове смрти. Свакако је 5. маја 1198. године већ био мртав када се помиње његов син Вид II као наследник. Поред Вида II, Бартол је имао и сина Хенрика који се у изворима помиње између 1198. и 1233. године.